# ナルシーゾ・ドス・サントス
ナルシーゾ・ドス・サントス（Narciso dos Santos, 1973年12月23日 - ）は、ブラジル・セルジッペ州出身の元同国代表サッカー選手、現サッカー指導者。ポジションはディフェンダー。

## 経歴
早くから代表に召集され、コパ・アメリカ1995にも出場するなど、将来を嘱望されたが、32歳で引退した。